# Safety (punkty)
Safety, safety touch, zagranie bezpieczne – pojęcie w futbolu amerykańskim określające sytuację, w której drużyna broniąca się zdobywa 2 punkty (rzadziej 1) zmuszając drużynę atakującą do określonych działań w polu punktowym tej drugiej.
Dwa punkty za zagranie bezpieczne można uzyskać, gdy przeciwnik w posiadaniu piłki:
- zostaje udanie szarżowany we własnym polu punktowym,
- wybiega poza linie boczne lub linię końcową własnego pola punktowego,
- wypuszcza piłkę poza linie boczne lub linię końcową własnego pola punktowego,
- klęka lub upada na piłkę we własnym polu punktowym - jest to tzw. zagranie bezpieczne zamierzone, (intentional safety)
- popełnia określone przewinienia, np. trzymanie lub celowy rzut piłką w ziemię, we własnym polu punktowym.

W niezwykle rzadkich przypadkach jeden punkt uzyskuje się, gdy safety ma miejsce podczas próby jedno- bądź dwupunktowego podwyższenia.
Drużyna tracąca punkty w wyniku safety rozpoczyna kolejną akcję wykopując piłkę z własnej połowy (z linii 20. jardu) w stronę bramki przeciwnika (safety kick). Piłka może być wprowadzona do gry puntem, wykopem lub wykopem z upuszczenia (dropkick), przy czym niedozwolone jest użycie podstawki utrzymującej piłkę w pionie (w przypadku wykopu piłka musi być przytrzymana kopaczowi przez holdera).